# Mandatul ceresc
Mandatul Cerului sau mandatul ceresc este o credință și o idee filozofică din China vremurilor antice care spune că divinitatea (天; Tian) acordă împăraților dreptul de a domni în baza capacității lor de a guverna bine și corect. Conform acestei credințe, cerul oferă mandatul său unui singur conducător, „Fiul Cerului” și îl retrage de la tirani, ducând la înlăturarea lor de la domnie. Mandatul era apoi transferat celui ce era capabil să conducă cel mai bine. Faptul că un conducător a fost răsturnat, era în sine un indiciu că el a pierdut „Mandatul Cerului”. 
Pentru a primi Mandatul Cerului și a deveni un conducător legitim, nu era obligatoriu ca persoana să fie de viță nobilă. Au existat multe cazuri de dinastii fondate de către oameni simpli (Ex.: dinastia Han și dinastia Ming). Mandatul Cerului nu avea limite de timp, dar depindea în schimb de dreptatea și capacitățile conducătorului și a urmașilor săi. De-alungul istoriei Chinei, vremurile de sărăcie sau dezastrele naturale au fost considerate adesea ca semne că actualul conducător este nedrept și, prin urmare, trebuie înlocuit. 
Conceptul de Mandat al Cerului a fost utilizat pentru pria dată de monarhii din dinastia Zhou, pentru a-și legitima domnia și răsturnarea dinastiei precedente, Shang. A fost folosit pe tot parcursul istoriei Chinei pentru a legitima domniile împăraților, inclusiv de către dinastiile „străine” (ex: de altă etnie decât Han) cum ar fi dinastia Qing. 
Mandatul cerului a fost o idee bine acceptată și populară printre chinezii de rând, deoarece susținea înlăturarea conducătorilor incompetenți sau despotici și stimula suveranii să conducă bine și cu dreptate. Conceptul a fost uneori invocat de către filozofii și savanții din China antică ca o cale de a reduce abuzurile de putere ale conducătorilor, într-un sistem care oferea altfel puține mijloace de a controla puterea suveranilor. 

## Dreptul la Domnie și Dreptul la Revoltă
Istoricii chinezi interpretau revoltele de succes ca pe un semn că Mandatul Cerului a fost luat de la conducător. În China, dreptul la revoltă împotriva unui conducător nedrept a făcut parte din filosofia politică încă din timpul dinastiei Zhou, iar o revoltă de succes era interpretată de istorici ca o dovadă că aprobarea divină a trecut la următoarea dinastie. „Dreptul la Revoltă” nu era aprobat în nici o lege oficială, rebeliunile fiind mai degrabă considerate în afara legii și pedepsite sever. Totuși, acesta era un drept benefic, bine înrădăcinat în sistemul moral chinezesc. De obicei, „Dreptul la Revoltă” era folosit ca o justificare pentru răsturnarea dinastiei anterioare în urma unei revolte de succes și proclamarea unei noi dinastii. Din moment ce izbânda determină cine a obținut și cine a pierdut Mandatul Cerului, unii savanți chinezi îl consideră un fel de „dreptate a victoriei”, bine caracterizată în zicala populară chinezească: „Câștigătorul devine rege, iar cel ce pierde devine nelegiuit” (în chineză: ”成者为王，败者为寇“).

## Tranziția între Shang și Zhou
Prospera dinastie Shang a văzut domnia sa ca fiind plină de multe realizări remarcabile.